# Ну, постривай! (мультфільм, 1969)
"Ну постривай!" — радянський мальований мультфільм студії «Союзмультфільм» 1969 року. Четвертий із чотирьох сюжетів мультиплікаційного альманаху «Весела карусель» №1.
"Ну постривай!" - Це фраза-загроза Вовка у бік Зайця, якого він постійно намагається зловити. Картина є прототипом мультиплікаційного серіалу «Ну, постривай!», що з'явився пізніше, перша серія якого вийшла в тому ж 1969 році.

## Сюжет
Мультфільм складається з трьох історій, де в першій Вовк намагається потрапити в мішень, що зображує Зайця, в тирі, але постійно промахується; а в другій і третій — ловить справжнього Зайця, проте той за допомогою кмітливості позбавляється недруга.

## Творці
Автори сценарію:
- Фелікс Камов
- Олександр Курляндський
- Аркадій Хайт

Режисер, Художник та Художник-мультиплікатор
- Геннадій Сокольський

Оператор
- Михайло Друян

Композитор
- Володимир Шаїнський

Ролі озвучував
- Вовк — Анофрієв Олег